# Sajaniemi (Lammi)
Sajaniemi est une péninsule du lac Ormajärvi située dans le quartier de Lammi à Hämeenlinna en Finlande. 

## Présentation
Située à Lammi, Sajaniemi est une zone Natura 2000.
La péninsule fait partie de la rive nord-ouest du lac Ormajärvi.
Il y pousse de grands tilleuls et elle abrite des écureuils volants, des gobemouche nains et des pics tridactyles.
Sajaniemi est l'un des sept sites Natura 2000 de la zone de statut biologique de Lammi.